# Piaristická kolej (Slaný)
Piaristická kolej byla církevní škola piaristického řádu ve Slaném. Byla založena hrabětem Bernardem Ignácem Janem z Martinic v roce 1659. Šlo o páté piaristické gymnázium v českých zemích. Součástí areálu koleje je i kaple Zasnoubení Panny Marie.
Roku 1878 přešla škola pod obecní správu a kolej byla opravena. Ve 40. letech 20. století se slánské gymnázium přesunulo do nové funkcionalistické budovy. Dnes v budově na východním okraji Masarykova náměstí sídlí městské muzeum a knihovna.

## Významní učitelé
- Antonín Krecar

## Významní absolventi
- Jindřich Hulinský